# Motywy ze Starego Kościoła w Delfcie
Motywy ze Starego Kościoła w Delfcie (niderl. Gezicht in de Oude Kerk in Delft) – obraz holenderskiego malarza Emanuela de Witte, znajdujący się w Muzeum Narodowe we Wrocławiu (nr inw. VIII-2156).

## Opis
Emanuel de Witte był mistrzem w przedstawianiu wnętrz sakralnych. Na swoich obrazach ukazywał najczęściej fragment kościoła – na ogół od nawy bocznej poprzez nawę główną ku transeptowi lub z widokiem na chór. Najważniejszym elementem w obrazach de Witte jest, tak jak na obrazie z wrocławskiego muzeum, uzyskana iluzja przestrzeni kościelnego wnętrza, dzielonego szarymi kolumnami i ścianami. Owa przestrzenność jest rozstawienie we wnętrzu szeregu figur, a w tym, charakterystycznego dla pędzla malarza, pierwszoplanowej postaci ustawionej tyłem, będący zarazem żywym akcentem kolorystycznym. Artysta bardzo trafnie uchwytuje dość swawolny nastrój uczestników protestanckiego kazania.
Emanuel de Witte, jak dowodzi monografistka twórczości malarza Ilse Manke, bardzo często przedstawiał wnętrze Oude Kerk w Delfcie. Najwcześniejsza znana wersja pochodzi z 1651 roku i znajduje się w Wallace Collection w Londynie. Najbliższe wrocławskiemu obrazowi są kompozycje pochodzące z 1682 roku (zbiory Sidneya J. van den Bergha w Wassenar) i z ok. 1680 roku (Art Institute of Chicago).

## Proweniencja
Obraz został zakupiony od T. Wierzejskiego w Warszawie w 1970 roku; wcześniej został on zakupiony w roku 1946 od J. Greina w Warszawie.